# Liste der Gräber im Tal der Könige

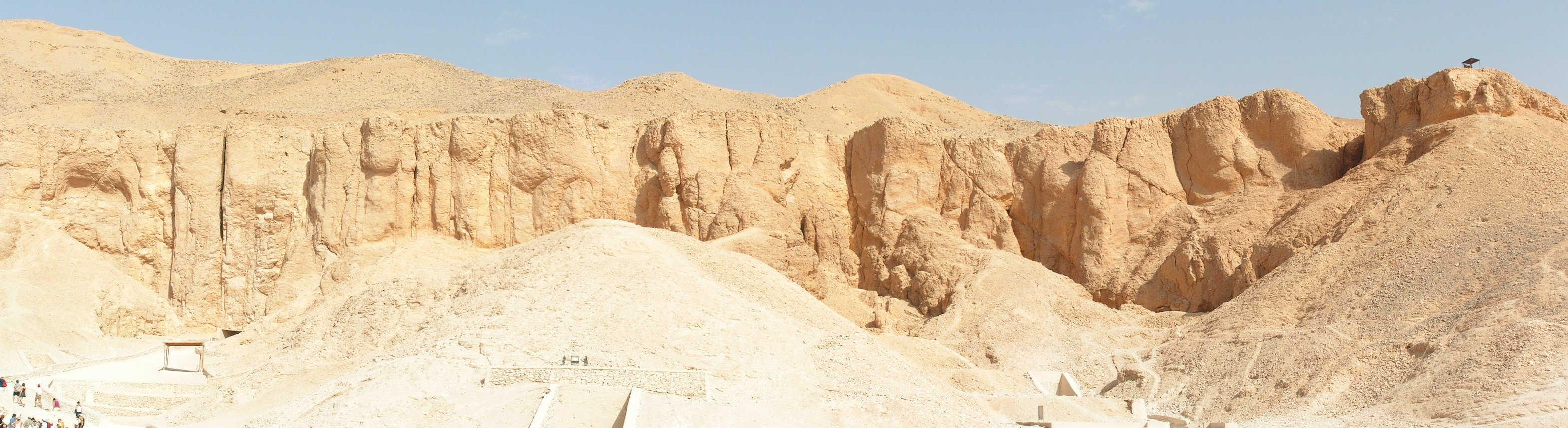
Panorama des Tals der Könige

Die in dieser Liste aufgeführten Pharaonengräber liegen im Tal der Könige bei Theben-West in Ägypten. Allerdings dienten nicht alle der Bestattung von Pharaonen.
Um die Gräber im eigentlichen Tal der Könige zu bezeichnen und zu kategorisieren, benutzen Ägyptologen das Akronym „KV“ (Kings' Valley). Das System wurde 1821 von John Gardner Wilkinson eingeführt. Die Gräber im westlichen Tal werden dagegen auch mit „WV“ (West Valley) abgekürzt.
Die Gräber werden in der Reihenfolge ihrer Entdeckung nummeriert, von KV1 (Ramses VII.) bis zu KV65. Einige sind schon seit der Antike bekannt, während KV5 erst vor kurzem wiederentdeckt wurde. Aktuelle Funde im Tal sind KV63 (2005) und KV64 (2012). Als KV65 wird eine Radaranomalität bezeichnet, die auf ein ungeöffnetes Pharaonengrab oder eine bislang unbekannte Grabkammer hindeuten könnte.

## Östliches Tal
| Grab-Nr.   | Grabinhaber                                     | Datierung                       | Entdeckung                                                                  | Anmerkungen |
| ---------- | ----------------------------------------------- | ------------------------------- | --------------------------------------------------------------------------- | --- |
| KV1        | Ramses VII.                                     | 20. Dynastie                    | seit der Antike offen                                                       | Grab besteht aus dekoriertem Gang und Grabkammer. |
| KV2        | Ramses IV.                                      | 20. Dynastie                    | seit der Antike offen                                                       | Grab besteht aus dekoriertem Gang und Grabkammer mit drei Nebenkammern am hinteren Ende. |
| KV3        | Ein Sohn Ramses’ III.                           | 20. Dynastie                    | seit der Antike offen                                                       | Große dekorierte Grabanlage. Sargkammer wird von acht Pfeilern gestützt. |
| KV4        | Ramses XI.                                      | 20. Dynastie                    | seit der Antike offen                                                       | Grab besteht aus dekoriertem Gang und Grabkammer. Unfertig. |
| KV5        | Söhne Ramses’ II.                               | 18./19. Dynastie                | vor 1799                                                                    | Mit 150 (Stand 2006) bekannten Räumen das wahrscheinlich größte Grab im Tal der Könige. |
| KV6        | Ramses IX.                                      | 20. Dynastie                    | seit der Antike offen                                                       | Grab besteht aus dekoriertem Gang, einer Halle mit vier Pfeilern und Grabkammer. Es gibt vier Nebenkammern. Unfertig.                                                                        |
| KV7        | Ramses II.                                      | 19. Dynastie                    | seit der Antike teilweise offen                                             | Große aus verschiedenen Gängen und Kammern bestehende Grabanlage. Grabkammer mit acht Pfeilern. Das Grab ist heute einsturzgefährdet. Untersuchungen gestalten sich deshalb schwierig.       |
| KV8        | Merenptah                                       | 19. Dynastie                    | seit der Antike offen                                                       | Große aus verschiedenen Gängen und Kammern bestehende Grabanlage. Grabkammer mit acht Pfeilern.                                                                                              |
| KV9        | Ramses V. und Ramses VI.                        | 20. Dynastie                    | seit der Antike offen                                                       | |
| KV10       | Amenmesse                                       | 19. Dynastie                    | seit der Antike offen                                                       | Grab besteht weitestgehend nur aus dekoriertem Gang und der Grabkammer mit vier Pfeilern. Offensichtlich unfertig.                                                                           |
| KV11       | Ramses III.                                     | 20. Dynastie                    | seit der Antike offen                                                       | auch „Bruce's Grab“ oder „Harper's Grab“. Mehrere dekorierte Gänge und Kammern; Grabkammer mit acht Säulen.                                                                                  |
| KV12       | unbekannt                                       | 18./19. Dynastie                | vor 1739                                                                    | Undekoriertes Privatgrab mit verschiedenen Kammern, wohl für mehrere Bestattungen erbaut. |
| KV13       | Bay                                             | 19. Dynastie                    | seit der Antike offen                                                       | Wiederbenutzt für Amunherchepeschef und Prinz Montuherchepschef. Langer Gang, zwei Kammern, unfertig.                                                                                        |
| KV14       | Tausret und Sethnacht                           | 19./20. Dynastie                | seit der Antike offen                                                       | Große, dekorierte Anlage mit zwei Grabkammern, die jeweils acht Pfeiler haben. |
| KV15       | Sethos II.                                      | 19. Dynastie                    | seit der Antike offen                                                       | Dekorierter Gang, Grabkammer mit vier Pfeilern. |
| KV16       | Ramses I.                                       | 19. Dynastie                    | Giovanni Battista Belzoni (Oktober 1817)                                    | Relativ kleine, dekorierte, aber unfertige Anlage. Grabkammer und drei Seitenkammern. |
| KV17       | Sethos I.                                       | 19. Dynastie                    | Giovanni Battista Belzoni (Oktober 1817)                                    | Eines der größten und schönsten Gräber. Grabkammer mit sechs Pfeilern. Diverse Hallen mit zwei bzw. vier Pfeilern.                                                                           |
| KV18       | Ramses X.                                       | 20. Dynastie                    | seit der Antike teilweise offen                                             | Nur aus Gang bestehend, unfertig. Dekoration stark zerstört. |
| KV19       | Montuherchepschef                               | 20. Dynastie                    | Giovanni Battista Belzoni (1817)                                            | Nur aus Gang bestehend, unfertig. Gut erhaltene Dekoration. |
| KV20       | Thutmosis I. und Hatschepsut                    | 18. Dynastie                    | 1799                                                                        | Tiefe, in den Fels gehende Anlage, Grabkammer mit einem Pfeiler, drei Nebenkammern. Grabkammer war einst mit Amduat dekoriert.                                                               |
| KV21       | unbekannt                                       | 18. Dynastie                    | Giovanni Battista Belzoni (18. Oktober 1817)                                | Grabkammer mit einem Pfeiler, einer Nebenkammer, undekoriert. Vermutlich Königinnengrab. |
| KV22– KV25 | siehe Westliches Tal: WV22–WV25                 | siehe Westliches Tal: WV22–WV25 | siehe Westliches Tal: WV22–WV25                                             | siehe Westliches Tal: WV22–WV25 |
| KV26       | unbekannt                                       | 18. Dynastie                    | vermutlich James Burton (vor 1835)                                          | Kleine undekorierte Anlage, eine Grabkammer, wohl Privatgrab. |
| KV27       | unbekannt                                       | 18. Dynastie                    | vor 1832                                                                    | |
| KV28       | unbekannt                                       | 18. Dynastie                    | vor 1832                                                                    | Undekorierte Kammer. |
| KV29       | unbekannt                                       | Neues Reich                     | vor 1832                                                                    | Bisher unpubliziert. Keine Informationen vorhanden. |
| KV30       | unbekannt                                       | 18. Dynastie                    | Giovanni Battista Belzoni (1817)                                            | Bekannt als „Lord Belmore's Grab“ |
| KV31       | unbekannt                                       | 18. Dynastie                    | Giovanni Battista Belzoni (Oktober 1817)                                    | Unpubliziert. Keine Informationen erhältlich. |
| KV32       | Tiaa                                            | 18. Dynastie                    | Victor Loret (1898)                                                         | |
| KV33       | unbekannt                                       | 18. Dynastie                    | Victor Loret (1899)                                                         | Zwei Kammern, nie vollständig ausgegraben. |
| KV34       | Thutmosis III.                                  | 18. Dynastie                    | Victor Loret (12. Februar 1899)                                             | |
| KV35       | Amenophis II.                                   | 18. Dynastie                    | Victor Loret (9. März 1898)                                                 | Grabkammer mit zwei Pfeilern und vollständige Version des Amduat. Vier Nebenkammern. |
| KV36       | Maiherperi                                      | 18. Dynastie                    | Victor Loret (März 1899)                                                    | Schachtgrab. Einfache, undekorierte Kammer. Das Grab wurde im Altertum beraubt. |
| KV37       | unbekannt                                       | 18. Dynastie                    | Victor Loret (1899)                                                         | Treppe, Gang und undekorierte Kammer. |
| KV38       | Thutmosis I.                                    | 18. Dynastie                    | Victor Loret (März 1899)                                                    | Grabkammer mit einem Pfeiler, dekoriert mit Amduat. |
| KV39       | Amenophis I.(?)                                 | 18. Dynastie                    | Victor Loret (1899)                                                         | Grab mit zwei Kammern, die jeweils über eigenen Gang zu erreichen sind. Undekoriert. |
| KV40       | Angehörige von Thutmosis IV. und Amenophis III. | 18. Dynastie                    | Victor Loret (1899)                                                         | In diesem Grab wurden die Mumien von über 50 Bestatteten entdeckt. |
| KV41       | unbekannt                                       | 18. Dynastie                    | Victor Loret (1899)                                                         | Schacht, der nie vollständig ausgegraben wurde. |
| KV42       | Meritre Hatschepsut                             | 18. Dynastie                    | vermutlich Victor Loret (um 1900)                                           | |
| KV43       | Thutmosis IV.                                   | 18. Dynastie                    | Howard Carter (18. Januar 1903)                                             | Zwei dekorierte Räume; Brunnenkammer; Säulenhalle; Grabkammer mit sechs Pfeilern, Lagerräume. Restaurierung in der Antike im 8. Jahr des Haremhab.                                           |
| KV44       | unbekannt                                       | 18. Dynastie                    | Howard Carter (26. Januar 1901)                                             | Einfache Kammer. Sie enthielt eine unberaubte Bestattung der Dritten Zwischenzeit. |
| KV45       | Userhat                                         | 18. Dynastie                    | Howard Carter (25. Februar 1902)                                            | Einfache undekorierte Kammer. |
| KV46       | Juja und Tuja                                   | 18. Dynastie                    | James E. Quibell (5. Februar 1905)                                          | Einfache, undekorierte Kammer. Das Grab fand sich nur teilweise beraubt. |
| KV47       | Siptah                                          | 19. Dynastie                    | Edward R. Ayrton (18. Dezember 1905)                                        | |
| KV48       | Amenemope                                       | 18. Dynastie                    | Edward R. Ayrton (Januar 1906)                                              | Einfache undekorierte Kammer. |
| KV49       | unbekannt                                       | 18. Dynastie                    | Edward R. Ayrton (18. Dezember 1905)                                        | Treppe zu einfacher, undekorierter Kammer. Ehemals nichtkönigliches Grab schon im späten Neuen Reich als Lager umfunktioniert                                                                |
| KV50       | unbekannt                                       | 18. Dynastie                    | Edward R. Ayrton (Januar 1906)                                              | Tiergrab |
| KV51       | unbekannt                                       | 18. Dynastie                    | Edward R. Ayrton (Januar 1906)                                              | Tiergrab |
| KV52       | unbekannt                                       | 18. Dynastie                    | Edward R. Ayrton (Januar 1906)                                              | Tiergrab |
| KV53       | unbekannt                                       | Neues Reich                     | Edward R. Ayrton (1905/1906)                                                | |
| KV54       | -                                               | 18. Dynastie                    | Edward R. Ayrton (21. Dezember 1907)                                        | Balsamierungsdepot Tutanchamuns |
| KV55       | Echnaton / Semenchkare ?                        | 18. Dynastie                    | Edward R. Ayrton (Januar 1907)                                              | bestätigt durch DNS-Analyse 2010, die nur die Vaterschaft zu Tutanchamun nachweist |
| KV56       | unbekannt                                       | 19. Dynastie                    | Edward R. Ayrton (5. Januar 1908)                                           | Bekannt als Gold Tomb (Gold-Grab) |
| KV57       | Haremhab                                        | 18. Dynastie                    | Edward R. Ayrton (22. Februar 1908)                                         | |
| KV58       | unbekannt                                       | 18. Dynastie                    | E. Harold Jones (1909)                                                      | Bekannt als Chariot Tomb (Streitwagengrab) |
| KV59       | unbekannt                                       | 18. Dynastie                    |                                                                             | |
| KV60       | Sitre-In                                        | 18. Dynastie                    | Howard Carter (1903)                                                        | einfaches, undekoriertes Grab, beinhaltete zwei Mumien |
| KV61       | unbekannt                                       | Neues Reich                     | E. Harold Jones (1910)                                                      | leeres, unvollendetes Grab |
| KV62       | Tutanchamun                                     | 18. Dynastie                    | Howard Carter (4. November 1922)                                            | Grab mit vier Kammern, von denen nur die Grabkammer mit Malereien dekoriert ist |
| KV63       | unbekannt                                       | 18. Dynastie                    | Otto Schaden (10. März 2005)                                                | |
| KV64       | unbekannt und von Nehemes Bastet                | 18. Dynastie / 22. Dynastie     | „University of Basel Kings' Valley Project“ (2011); Leitung: Susanne Bickel | Öffnung Januar 2012 durch Team der Universität Basel; eine von Nicholas Reeves entdeckte Radaranomalie erhielt dieselbe Bezeichnung wie auch ein von Zahi Hawass 2008 entdeckter Grabeingang |
| KV65       | -                                               | -                               | Zahi Hawass (entdeckt Juli 2008)                                            | gefunden durch Radaranomalität, bislang ungeöffnet |
| KVA        | siehe Westliches Tal: WVA                       | siehe Westliches Tal: WVA       | siehe Westliches Tal: WVA                                                   | siehe Westliches Tal: WVA |
| KVF        | unbekannt                                       | 18. Dynastie                    | Howard Carter (1921)                                                        | |

## Westliches Tal
| Grab-Nr. | Grabinhaber    | Datierung    | Entdeckung                                      | Anmerkungen                                                                                             |
| -------- | -------------- | ------------ | ----------------------------------------------- | --- |
| WV22     | Amenophis III. | 18. Dynastie | vor 1799                                        | Grabkammer mit sechs Säulen. Verschiedene Nebenkammern.                                                 |
| WV23     | Eje II.        | 18. Dynastie | Giovanni Battista Belzoni (Winter 1816)         | Einziges Grab im Westlichen Tal, das für die Öffentlichkeit zugänglich ist. Auch als Affengrab bekannt. |
| WV24     | unbekannt      | 18. Dynastie | vor 1832                                        | Einfache, undekorierte und unfertige Kammer.                                                            |
| WV25     | unbekannt      | 18. Dynastie | Giovanni Battista Belzoni (1817)                | Unvollendet. Vermutlich für Echnaton.                                                                   |
| WVA      | unbekannt      | 18. Dynastie | Karl Richard Lepsius (vor dem 25. Februar 1845) | Vorratskammer von WV22                                                                                  |

## Alternative Nummerierungen
- Pococke: Richard Pococke, Aufenthalt in Theben 1739
- Description: Ägyptische Expedition unter Napoléon Bonaparte, 1799, veröffentlicht in der Description de l’Égypte
- Champollion: Jean-François Champollion, Forschungen in Theben 1829
- Burton: James Burton, Grabungen ab 1825
- Lepsius: Carl Richard Lepsius, Forschungen in Theben 1844–1845
- Belzoni: Giovanni Battista Belzoni, Grabungen ab 1816
- Hay: Robert Hay, Forschungen in Theben 1820er/1830er Jahre

| Heute       | Pococke    | Description                                                  | Champollion | Burton | Lepsius | Belzoni | Hay |
| ----------- | ---------- | ------------------------------------------------------------ | ----------- | ------ | ------- | ------- | --- |
| KV1         | A          | Ier Tombeau à l'ouest                                        | 7           | O      | 1       | -       | 1   |
| KV2         | B (Plan A) | IIe Tombeau à l'ouest                                        | 13          | N      | 2       | -       | 2   |
| KV3         | O (Plan N) | Ier Tombeau à l'est                                          | 5           | P      | 3       | -       | 3   |
| KV4         | -          | IIe Tombeau à l'est                                          | -           | Q      | 4       | -       | 4   |
| KV5         | -          | Commencement d'excavation ou grotte bouchée                  | -           | M      | 5       | -       | 8   |
| KV6         | N(?)       | IIIe Tombeau a l'est                                         | 12          | L      | 6       | -       | 9   |
| KV7         | C          | Commencement d'excavation ou grotte fermée                   | 8           | K      | 7       | -       | 10  |
| KV8         | D (Plan B) | IIIe Tombeau à l'ouest                                       | -           | I      | 8       | -       | 14  |
| KV9         | E (Plan C) | IVe Tombeau à l'ouest                                        | -           | H      | 9       | -       | 15  |
| KV10        | L (Plan L) | IVe Tombeau à l'est                                          | 1           | G      | 10      | -       | 16  |
| KV11        | K (Plan K) | Ve Tombeau à l'est                                           | -           | F      | 11      | -       | 17  |
| KV12        | F          | -                                                            | -           | E      | 12      | -       | 18  |
| KV13        | G(?)       | Commencement d'excavation ou grotte fermée                   | -           | D      | -       | -       | 19  |
| KV14        | H (Plan G) | Ve Tombeau à l'ouest                                         | 9           | C      | 14      | -       | 20  |
| KV15        | I (Plan H) | VIe Tombeau à l'ouest                                        | 10          | B      | 15      | -       | 21  |
| KV16        | -          | -                                                            | 2           | X      | 16      | 3       | 11  |
| KV17        | -          | -                                                            | 3           | W      | 17      | 6       | 12  |
| KV18        | M (Plan M) | Excavation commencée                                         | 4           | U, V   | 18      | -       | 13  |
| KV19        | -          | -                                                            | 11          | S      | 19      | 5       | 6   |
| KV20        | -          | Commencement de grotte taillée circulairement dans le rocher | -           | R      | 20      | -       | 7   |
| KV21        | -          | -                                                            | -           | -      | -       | 4       | -   |
| KV22 (WV22) | -          | Tombeau isolé de l'ouest                                     | -           | a      | 22      | -       | -   |
| KV23 (WV23) | -          | -                                                            | -           | b      | 23      | 1       | -   |
| KV24 (WV24) | -          | -                                                            | -           | -      | -       | -       | -   |
| KV25 (WV25) | -          | -                                                            | -           | -      | -       | 2       | -   |
| KV26        | -          | -                                                            | -           | -      | -       | -       | 22  |
| KV27        | -          | -                                                            | -           | -      | -       | -       | -   |
| KV28        | -          | -                                                            | -           | -      | -       | -       | -   |
| KV29        | -          | -                                                            | -           | -      | -       | -       | -   |
| KV30        | -          | -                                                            | -           | -      | -       | 7       | 23  |
| KV31        | -          | -                                                            | -           | -      | -       | 7       | 24  |